# Bourg-Argental
Pour les articles homonymes, voir Argental.
Bourg-Argental [buʁk‿aʁʒɑ̃tal]  est une commune française située dans le département de la Loire, en région Auvergne-Rhône-Alpes.
C'est une commune rurale, classée très peu dense par l'INSEE. Elle fait partie de l'aire d'attraction d'Annonay, en Ardèche.

## Géographie

### Localisation
Bourg-Argental se trouve à 28 km de Saint-Étienne et à 15 km d'Annonay (Ardèche).
| Thélis-la-Combe      | Colombier      | Saint-Julien-Molin-Molette         |
| La Versanne          | Bourg-Argental |                                    |
| Saint-Sauveur-en-Rue | Burdignes      | Saint-Marcel-lès-Annonay (Ardèche) |

### Voies de communication et transports

#### Desserte routière
La commune est traversée par l'ancienne route nationale 82 déclassée en route départementale 1082. Elle est également traversée par les routes D2 et D503.

#### Transports en commun
La commune est desservie par 3 lignes du réseau Cars Région Loire : la ligne L12 qui la relie à Saint-Étienne via Le Bessat, la ligne L17 qui relie Annonay à Saint-Étienne via le col de la République et la ligne L41 qui relie Annonay à Pélussin.

### Climat
Pour des articles plus généraux, voir Climat d'Auvergne-Rhône-Alpes et Climat de la Loire.
En 2010, le climat de la commune est de type climat des marges montargnardes, selon une étude du Centre national de la recherche scientifique s'appuyant sur une série de données couvrant la période 1971-2000. En 2020, Météo-France publie une typologie des climats de la France métropolitaine dans laquelle la commune est exposée à un climat de montagne ou de marges de montagne et est dans la région climatique Sud-est du Massif Central, caractérisée par une pluviométrie annuelle de 1 000 à 1 500 mm, minimale en été, maximale en automne.
Pour la période 1971-2000, la température annuelle moyenne est de 10,5 °C, avec une amplitude thermique annuelle de 16,9 °C. Le cumul annuel moyen de précipitations est de 884 mm, avec 9 jours de précipitations en janvier et 6,3 jours en juillet. Pour la période 1991-2020, la température moyenne annuelle observée sur la station météorologique de Météo-France la plus proche, « Saint-Marcel Annonay », sur la commune de Saint-Marcel-lès-Annonay à 5 km à vol d'oiseau, est de 11,1 °C et le cumul annuel moyen de précipitations est de 826,4 mm,. Pour l'avenir, les paramètres climatiques de la commune estimés pour 2050 selon différents scénarios d'émission de gaz à effet de serre sont consultables sur un site dédié publié par Météo-France en novembre 2022.

## Urbanisme

### Typologie
Au 1er janvier 2024, Bourg-Argental est catégorisée bourg rural, selon la nouvelle grille communale de densité à sept niveaux définie par l'Insee en 2022.
Elle appartient à l'unité urbaine de Bourg-Argental, une unité urbaine monocommunale constituant une ville isolée,. Par ailleurs la commune fait partie de l'aire d'attraction d'Annonay, dont elle est une commune de la couronne,. Cette aire, qui regroupe 37 communes, est catégorisée dans les aires de 50 000 à moins de 200 000 habitants,.

### Occupation des sols
L'occupation des sols de la commune, telle qu'elle ressort de la base de données européenne d’occupation biophysique des sols Corine Land Cover (CLC), est marquée par l'importance des territoires agricoles (49,8 % en 2018), en diminution par rapport à 1990 (52 %). La répartition détaillée en 2018 est la suivante : 
prairies (49,8 %), forêts (42,7 %), zones urbanisées (7,5 %). L'évolution de l’occupation des sols de la commune et de ses infrastructures peut être observée sur les différentes représentations cartographiques du territoire : la carte de Cassini (XVIIIe siècle), la carte d'état-major (1820-1866) et les cartes ou photos aériennes de l'IGN pour la période actuelle (1950 à aujourd'hui).

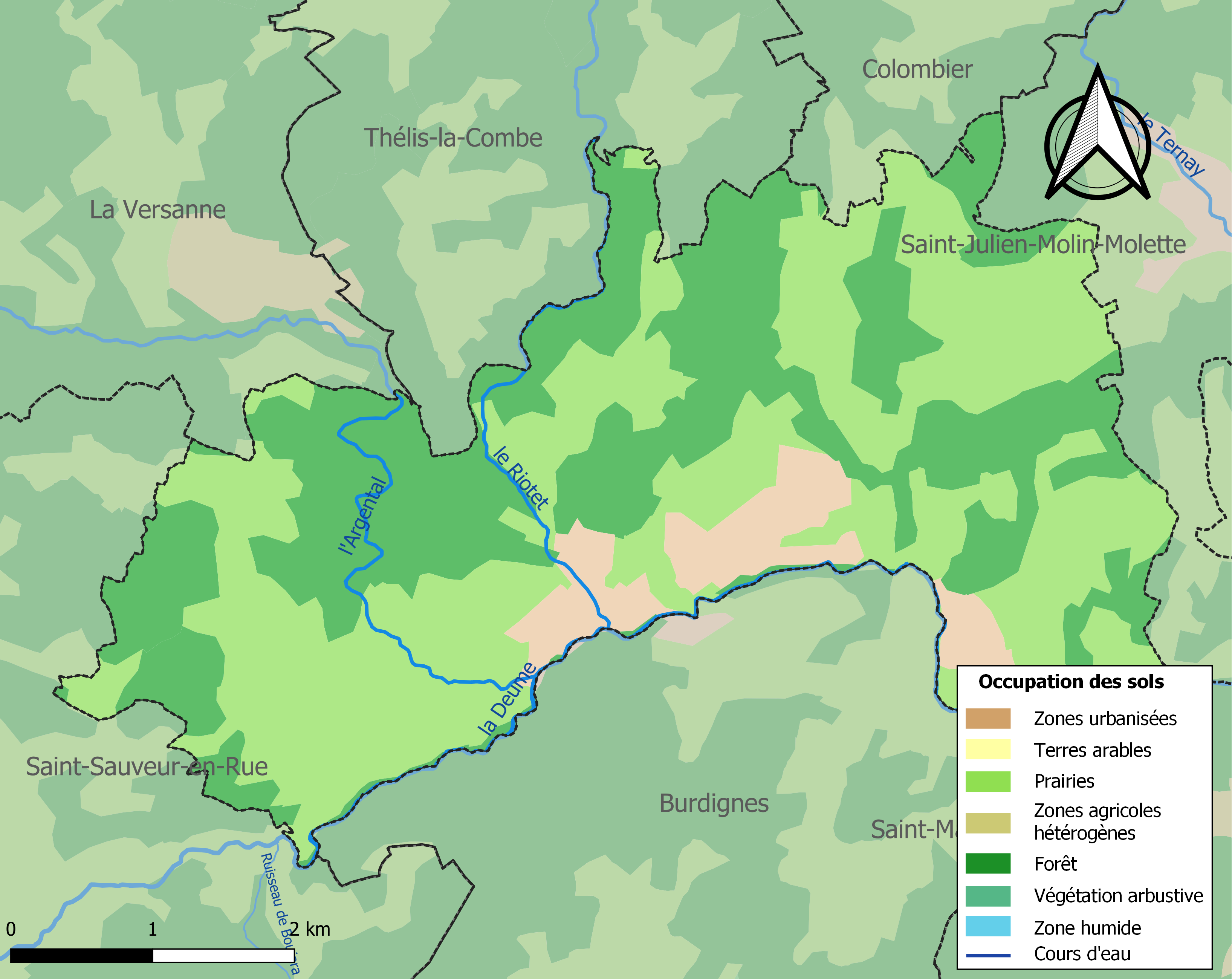
Carte des infrastructures et de l'occupation des sols de la commune en 2018 (CLC).

## Toponymie
Le village tire son nom de l'Argental, ruisseau de rive gauche de la Déôme qui conflue tout près du bourg. Le ruisseau lui-même tient son nom du hameau d'Argental, siège d'une ancienne seigneurie, qu'il arrose sur son parcours.

## Histoire
La seigneurie d'Argental[pas clair] est créée en 844 lorsque Archimbault, comte de Vienne, offre à l'un de ses vassaux les terres d'Argental. Un château fort sera construit à Argental tandis qu'à trois kilomètres de là se formait le bourg d'Argental, l'actuelle ville.
Au XVe siècle, Marguerite de Montchenu vend ses terres à Jean II de Bourbon, comte de Forez. Celui-ci décide alors d'élever Bourg-Argental au rang de bailli.
Son église est inhabituelle, car le cardinal Donnet l'a fait orienter à l'opposé de l'usage qui veut que le porche soit à l'ouest[pas clair], pour avoir une grande place devant l'entrée.

## Politique et administration

### Administration municipale
Le nombre d'habitants au dernier recensement étant compris entre 2 500 et 3 499, le nombre de membres du conseil municipal est de 23.
À la suite de l'élection municipale de 2014, le conseil municipal est composé de 6 adjoints et de 16 conseillers municipaux.

### Liste des maires
| Période                                  | Période                   | Identité                                         | Étiquette               | Qualité                                                   |
| ---------------------------------------- | ------------------------- | ------------------------------------------------ | ----------------------- | --------------------------------------------------------- |
| 1968                                     | 1987 (décès)              | André Jamet                                      | DVD                     | Conseiller général (1971-1987)                            |
| 1987                                     | mars 1989                 | Danielle Gambonnet                               |                         |                                                           |
| mars 1989                                | mars 2008                 | Bernard Bonne                                    | UDF-PR puis DL puis UMP | Médecin généraliste Conseiller général (1992-2015)        |
| mars 2008                                | En cours (au 25 mai 2020) | Stéphane Heyraud, Réélu pour le mandat 2020-2026 | DVG                     | Président de la communauté de communes des Monts du Pilat |
| Les données manquantes sont à compléter. |                           |                                                  |                         |                                                           |

## Population et société

### Démographie
L'évolution du nombre d'habitants est connue à travers les recensements de la population effectués dans la commune depuis 1793. Pour les communes de moins de 10 000 habitants, une enquête de recensement portant sur toute la population est réalisée tous les cinq ans, les populations de référence des années intermédiaires étant quant à elles estimées par interpolation ou extrapolation. Pour la commune, le premier recensement exhaustif entrant dans le cadre du nouveau dispositif a été réalisé en 2008.

En 2022, la commune comptait 2 920 habitants, en évolution de +0,21 % par rapport à 2016 (Loire : +1,32 %, France hors Mayotte : +2,11 %).
| 1793  | 1800  | 1806  | 1821  | 1831  | 1836  | 1841  | 1846  | 1851  |
| ----- | ----- | ----- | ----- | ----- | ----- | ----- | ----- | ----- |
| 1 356 | 1 068 | 1 382 | 1 995 | 2 502 | 2 628 | 2 529 | 2 555 | 2 539 |

| 1856  | 1861  | 1866  | 1872  | 1876  | 1881  | 1886  | 1891  | 1896  |
| ----- | ----- | ----- | ----- | ----- | ----- | ----- | ----- | ----- |
| 3 107 | 3 535 | 3 574 | 3 457 | 3 664 | 4 934 | 4 384 | 4 560 | 4 513 |

| 1901  | 1906  | 1911  | 1921  | 1926  | 1931  | 1936  | 1946  | 1954  |
| ----- | ----- | ----- | ----- | ----- | ----- | ----- | ----- | ----- |
| 4 673 | 4 595 | 4 226 | 3 595 | 3 632 | 3 680 | 3 370 | 3 194 | 3 212 |

| 1962  | 1968  | 1975  | 1982  | 1990  | 1999  | 2006  | 2008  | 2013  |
| ----- | ----- | ----- | ----- | ----- | ----- | ----- | ----- | ----- |
| 3 035 | 3 091 | 3 239 | 3 150 | 2 877 | 2 767 | 2 926 | 2 972 | 2 933 |

| 2018  | 2022  | - | - | - | - | - | - | - |
| ----- | ----- | - | - | - | - | - | - | - |
| 2 930 | 2 920 | - | - | - | - | - | - | - |

### Enseignement
Bourg-Argental dispose de deux ensembles scolaires dont deux écoles et deux collèges :
- ensemble scolaire privé Sainte-Anne-Saint-Joseph :
  - école maternelle et élémentaire privée Sainte-Anne,
  - collège privé Saint-Joseph ;
- école maternelle et élémentaire publique de Bourg-Argental ;
- collège public du Pilat.

## Culture locale et patrimoine

### Lieux et monuments
Les pépinières et roseraies Paul Croix ont obtenu le label Jardin remarquable sur le site d'une des plus anciennes pépinières de France.

### Espaces verts et fleurissement
En 2014, la commune obtient le niveau « deux fleurs » au concours des villes et villages fleuris.

### Édifices et sites

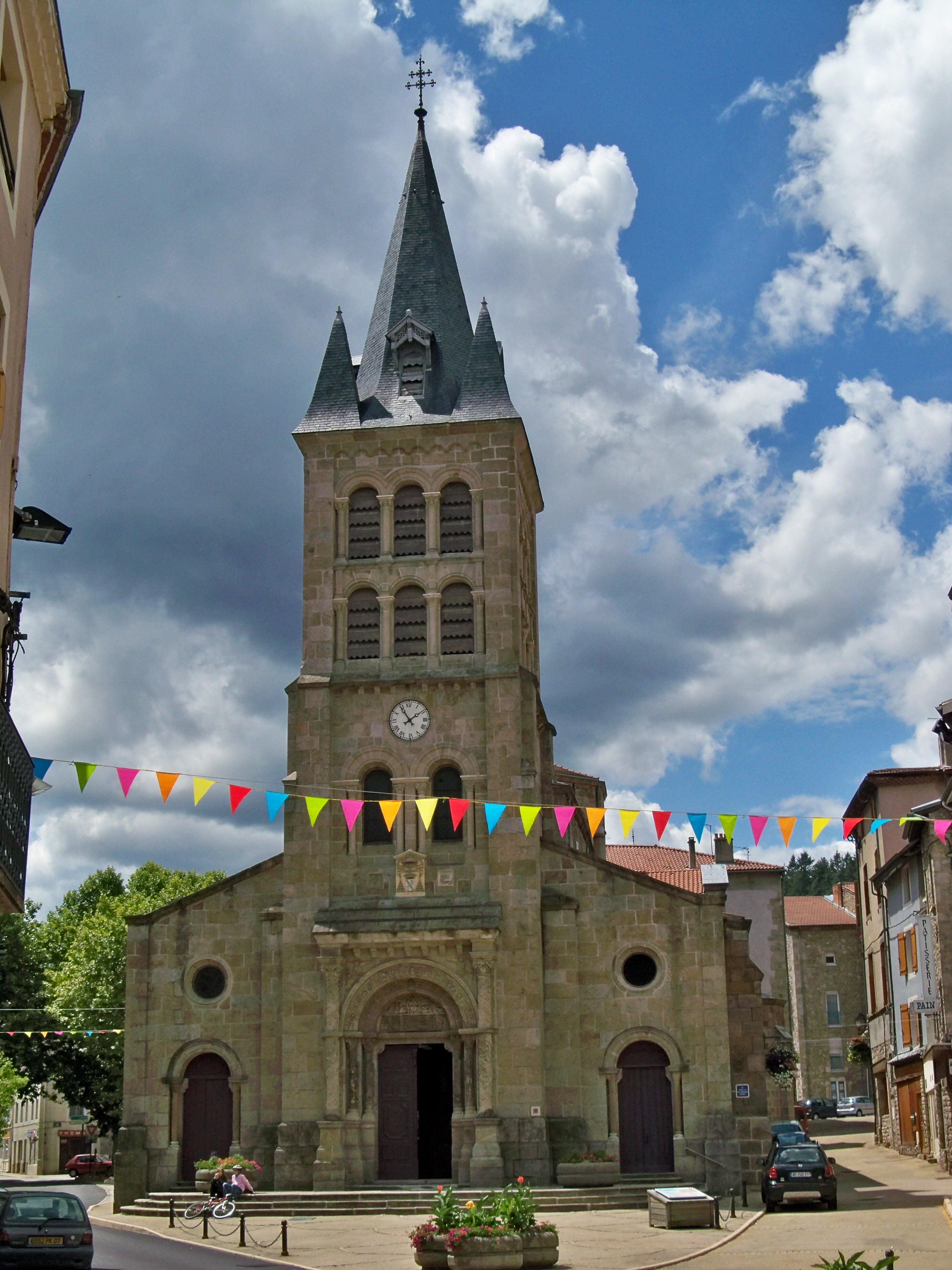
Façade de l'église Saint-André.

- Église Saint-André et son portail roman classé du XIIe siècle.

- Château en ruine à Argental.
- La maison du châtelet : construit sur la base des anciennes fortifications de Bourg-Argental et notamment sur une ancienne tour de garde carrée, le bâtiment est modifié en habitation à deux reprises au cours des siècles. Au XVIe siècle tout d'abord avec l'ajout de plafond en fougère[23], puis au XVIIe siècle avec l'ajout d'une aile supplémentaire. Baptisé Maison du châtelet, l'ensemble abrite aujourd'hui l'Office de tourisme et des salles d'exposition[24].
- Vestiges importants de la ligne de chemin de fer entre Firminy, Annonay et Saint-Rambert-d'Albon.
- Dans le square Louis-Jarrosson, une croix de mission, érigée en 1845, et une statue de Jeanne d'Arc. Cette statue est liée à l'invasion de juin 1940, lorsque le maire et la municipalité décident le 18 juin de placer la localité sous la protection de la sainte, et promettent l’édification d’une statue à son effigie si la ville est épargnée[25]. Aujourd'hui, chaque année, la commune a coutume de commémorer le 8 mai 1945 en déposant une gerbe au pied de cette stèle[26],[27]. La statue et la croix ont été déplacées en 2023. Leur repositionnement dans le jardin de la Cure est repoussé à la Saint Glinglin[28],[29].

### Personnalités liées à la commune

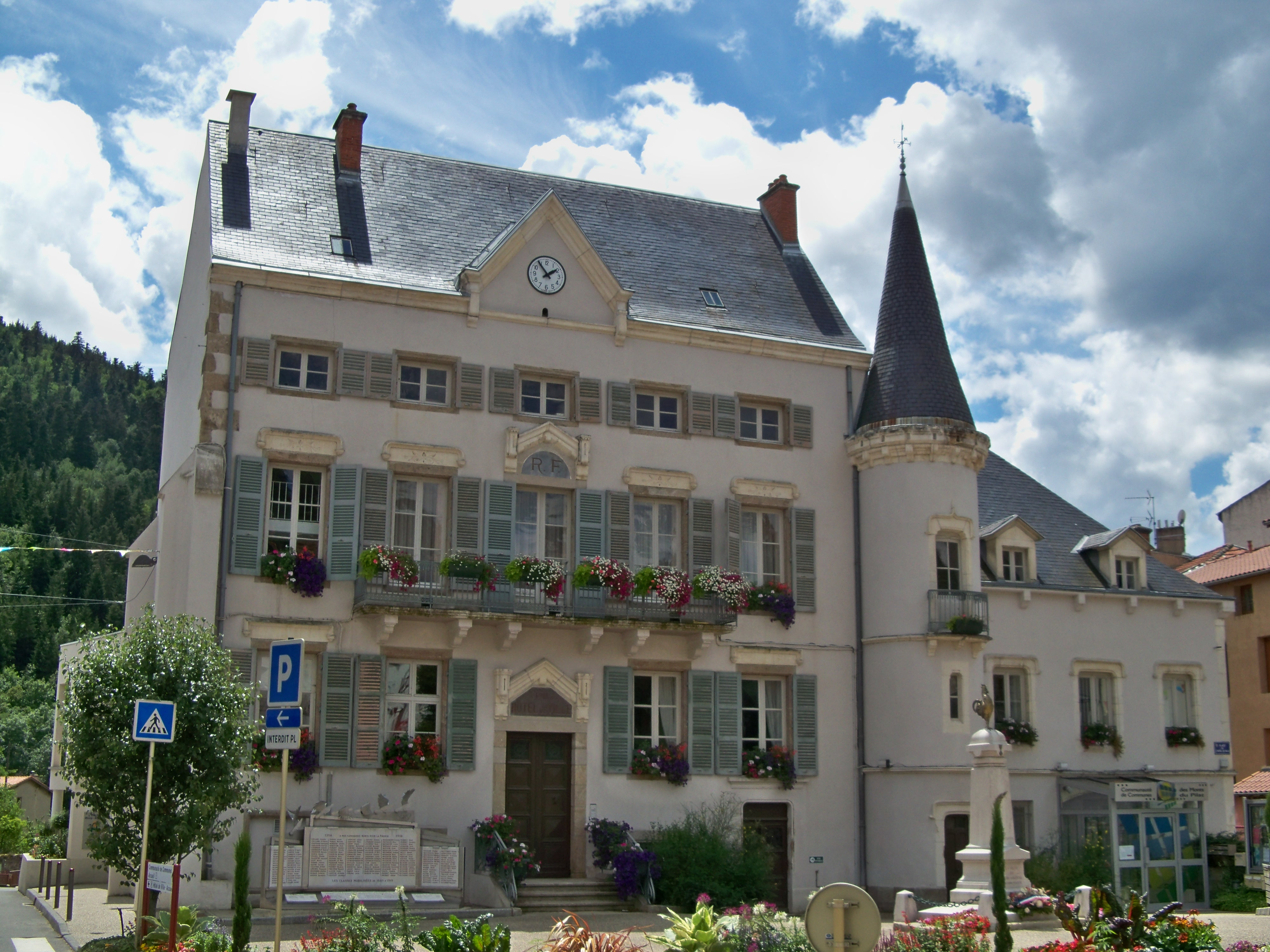
Mairie.

- Paul Croix (1924-1999), pépiniériste et rosiériste à Bourg-Argental, obtenteur de plus de 200 roses, dont de nombreuses ont été distinguées dans les concours internationaux.
- Ferdinand-François-Auguste Donnet (1795-1882), archevêque et cardinal, sénateur au second Empire, est connu pour sa résistance face à l'Empereur. Né à Bourg-Argental.
- Jacques Esterel (1917-1974), couturier. Il réalisa la robe de mariée de Brigitte Bardot. Un complexe de salle de théâtre et de cinema (unique salle du village) associatif porte son nom dans cette commune.
- Émile Girodet (1849-1898), maire de Bourg-Argental puis de Saint-Étienne, député de la Loire.
- Pierre Guyotat (1940-2020), écrivain. Dans son livre Formation (Gallimard, 2007), Pierre Guyotat raconte les premières années de sa vie à Bourg-Argental. Il y évoque entre autres choses les nombreux appels téléphoniques reçus par son père, médecin de campagne (une place de Bourg-Argental porte son nom et une rue le nom de son grand-père).
- Lova Moor (1946- ), meneuse de revue, animatrice de télévision et chanteuse y habite, depuis les années 1990.
- Henri Mathon de Fogères (1806-1864), homme politique et avocat, né à Bourg-Argental.
- Henri Ménabréa (1882-1968), écrivain et historien de la Savoie, né à Bourg-Argental.
- Fleuri Zacharie Simon Palerne de Savy (1733-1835), avocat, premier maire de Lyon en 1790, mort à Bourg-Argental.
- Charles-François Richard (1772-1851), fils de Jean-Louis Richard, à l'origine de la fabrication industrielle des lacets, nait à Bourg-Argental.
- Jean-Louis Richard (1743-1812) député du Forez au Tiers état nait et décède à Bourg-Argental[Note 4]
- Adrien Sénéclauze (1802-1871), horticulteur et botaniste français, fondateur de  l’Établissement horticole Adrien Sénéclauze, aujourd'hui appelé pépinières et roseraies Paul Croix, né et mort dans la commune.
- Louis Vidon (1856-1925), conseiller général et député de la Loire, industriel et fabricant de soieries, maire de Bourg-Argental où il est né.

### Bourg-Argental dans la littérature
Selon l’essayiste Jacques Petit, l’aspect de « la petite bourgade du Forez, au pied des Cévennes », où se déroule l’action du court roman Une histoire sans nom de Barbey d’Aurevilly, aurait été inspiré à l’écrivain par le séjour qu’il avait fait à Bourg-Argental en 1846,.

### Héraldique
| Blason de Bourg-Argental | Blason  | D'or au lion contourné d'azur, couronné d'or, lampassé de gueules. |
| Blason de Bourg-Argental | Détails | Le statut officiel du blason reste à déterminer.                   |